# Adolfo Constanzo

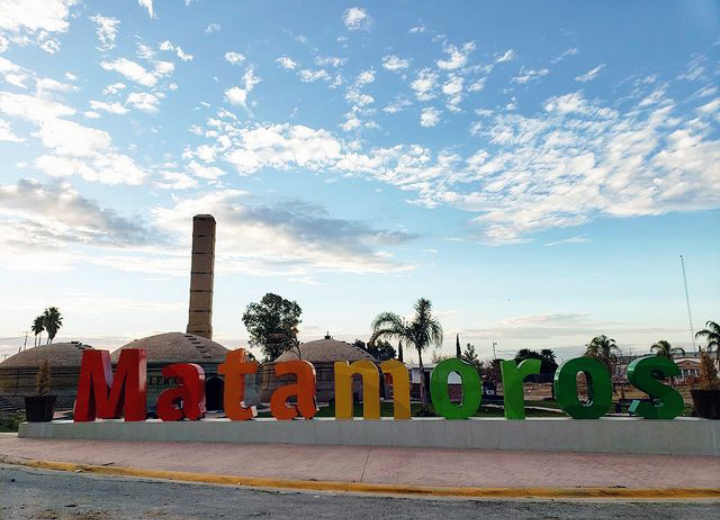
Matamoros

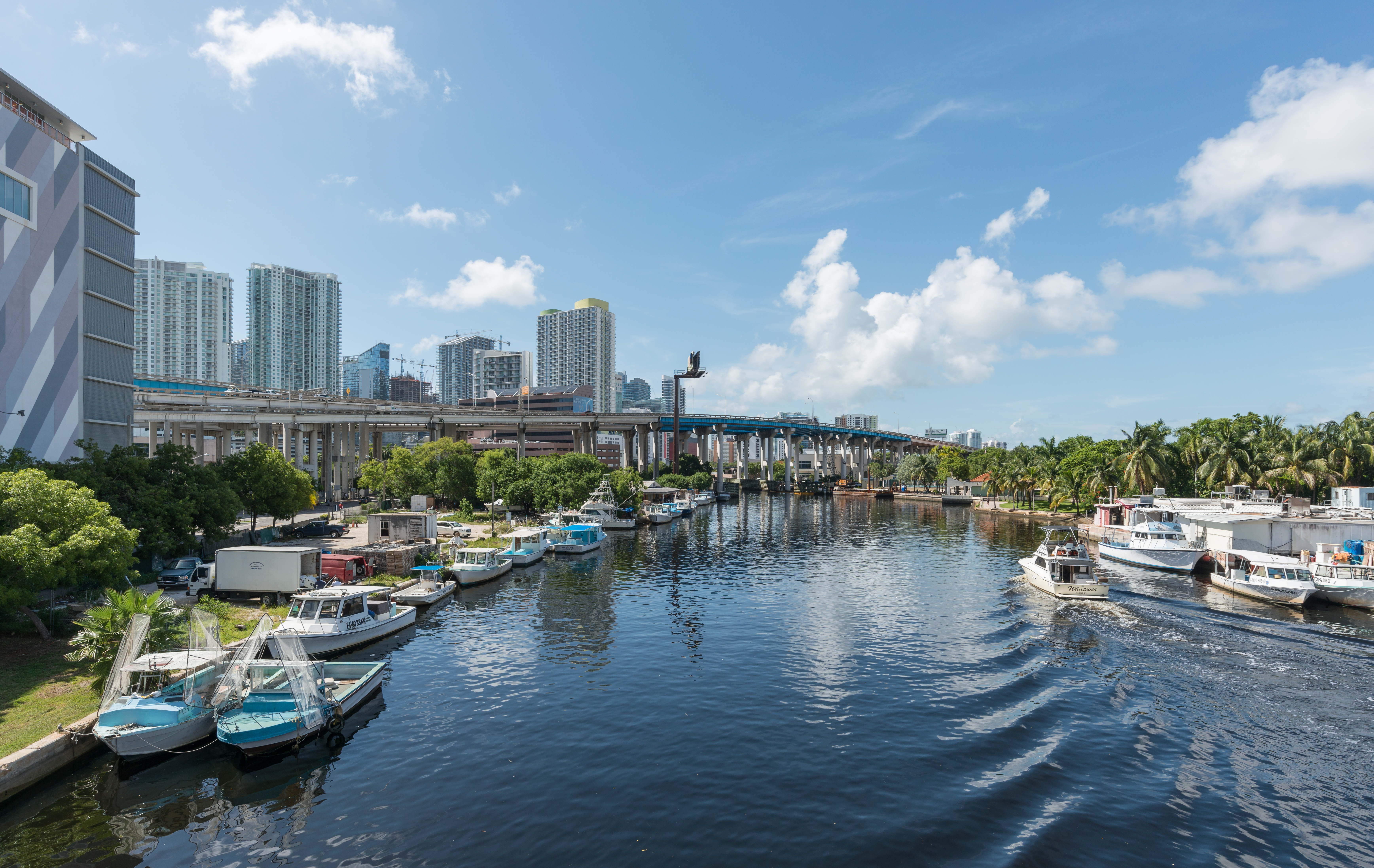
Miami (Florida)

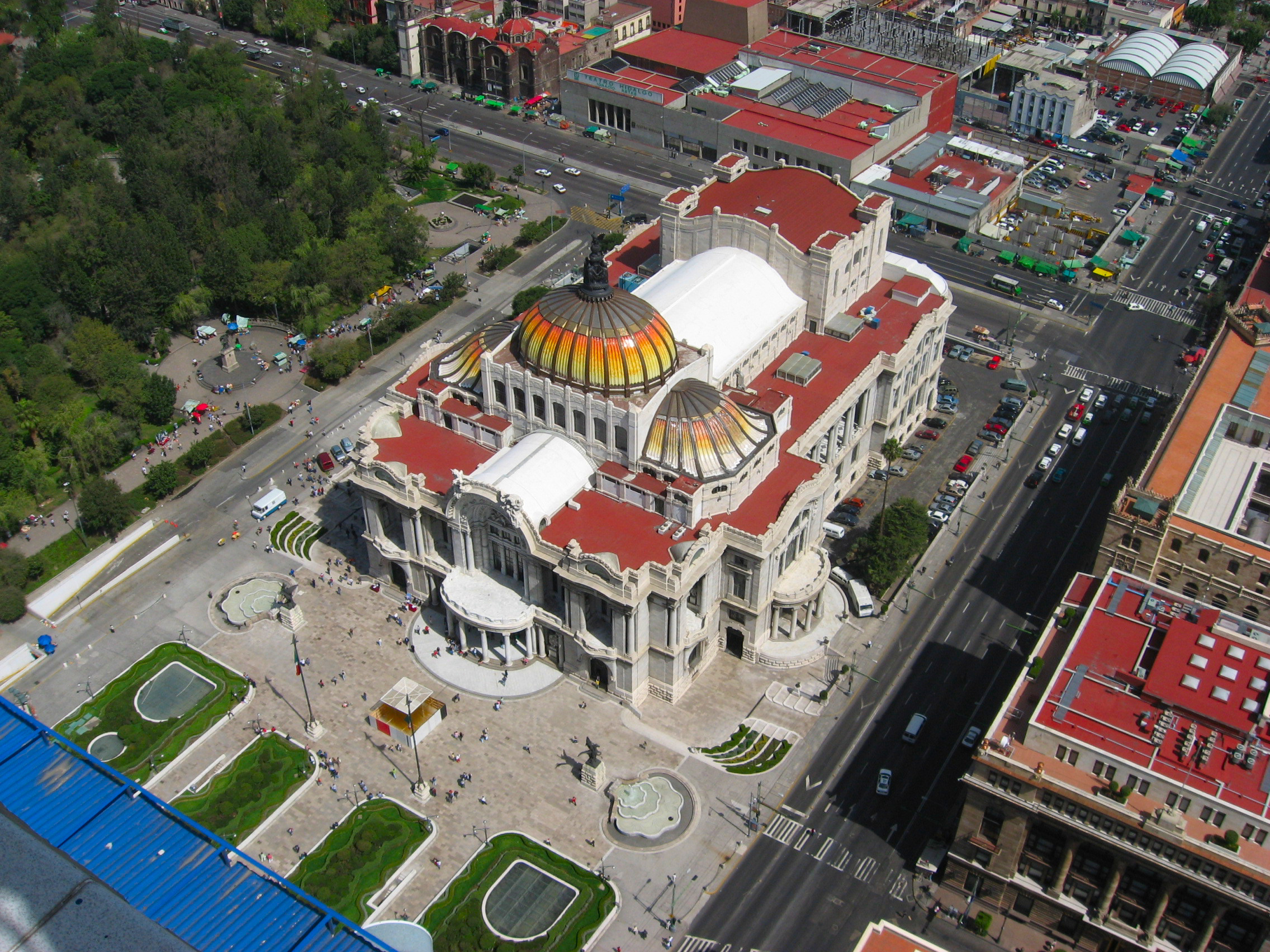
Ciudad de México (México)

Adolfo de Jesús Constanzo (Miami, 1 de noviembre de 1962-Ciudad de México, 6 de mayo de 1989) fue un modelo, narcotraficante, asesino en serie y líder de secta. Sus sobrenombres fueron "el padrino de Matamoros" y "el narco satánico de Matamoros".

## Primeros años
Constanzo nació el 1 de noviembre de 1962 en Miami (Florida, Estados Unidos), de padres refugiados cubanos. Su madre, Delia Aurora González, tuvo a Adolfo a la edad de 15 años y tendría eventualmente tres hijos de diferentes padres. Ella emigró a San Juan (Puerto Rico) después de que su primer esposo muriera, y volvió a casarse allí. Constanzo fue bautizado como católico y sirvió como monaguillo, pero también fue influenciado por su madre en el culto denominado palo mayombe en el que ella era sacerdotisa. La familia regresó a Miami en 1972, y su padrastro murió al poco tiempo, dejando a la familia con algo de dinero. Su madre pronto volvió a casarse, y su nuevo padrastro se vio involucrado en el ocultismo y el tráfico de drogas.
Ambos, Constanzo y su madre, fueron arrestados numerosas veces por crímenes menores como robo, vandalismo, y "farderismo" (robo a comercios, ocultando mercancías entre sus vestimentas). Se graduó en la secundaria, pero fue expulsado del bachillerato. Su madre creía que él tenía habilidades psíquicas por, supuestamente, haber predicho el intento de asesinato del entonces presidente de Estados Unidos Ronald Reagan en 1981.
Ya adolescente, se hizo amigo de otro sacerdote del rito palo mayombe, quien le enseñó las habilidades necesarias para acabar siendo un narcotraficante y estafador en una carrera "encaminada hacia la maldad". Apuesto y bisexual, sus amigos de Miami le consiguieron trabajo como modelo en México.

## Madurez
Constanzo se instaló en Ciudad de México, subsistiendo como lector de cartas de tarot. Su carisma y supuestos poderes le otorgaron éxito inmediato en el submundo de la prostitución y la delincuencia. Ahí reclutó a dos jóvenes: Martín Quintana Ramírez y Omar Orea Ochoa, para que se desempeñaran como sus sirvientes, amantes y discípulos. Constanzo regresó a Miami por un espacio de tiempo corto, pero regresó nuevamente a México a mediados de 1984. Sobre los siguientes años se convertiría en el líder de un poderoso culto que tenía a capos del narco, músicos famosos e incluso oficiales de policía bajo su mando. Al contrario que otras religiones, los cultos sincréticos afroamericanos (santería, palo, umbanda, etc.) no requieren lugar de culto, celebrándose este en el domicilio particular del oficiante. Se comprende así que agraden a los criminales. Nadie va a una iglesia o sinagoga a pedir a Dios o a un sacerdote que mate a un enemigo o proteja una remesa de droga, pero con la santería o el palo mayombe esto es perfectamente posible e incluso aconsejado. El culto establecido en Matamoros, Tam., en la región fronteriza de México; vendía drogas, desplegaba ceremonias ocultas de protección y, para fines de 1987, secuestraba y asesinaba personas para usarlos en sacrificios humanos. Estas víctimas cayeron junto con los rivales del culto y de las drogas.
Cuando un turista estadounidense, de 21 años de edad y de nombre Mark Kilroy, desapareció en Matamoros durante el período de vacaciones de primavera en 1989; la policía local enfrentó la presión de las autoridades de Texas y se dio a la tarea de investigar su paradero. Pronto descubrieron el culto de Constanzo por accidente (bajo circunstancias inenarrables en una investigación contra el tráfico de drogas) y, después de arrestar a miembros de su secta, rápidamente descubrieron que eran responsables del asesinato de Kilroy. Más miembros del culto de Constanzo fueron detenidos hasta que, el 6 de mayo del mismo año, lo acorralaron a él y a cuatro de sus seguidores (dos de ellos eran Martín y Omar) en un costoso departamento de la Ciudad de México. Determinado a no ir a prisión, Constanzo ordenó a sus seguidores lanzar puñados de dólares por la ventana para distraer a los policías. Después de un par de horas de enfrentamiento, Constanzo, decidido a no ir a prisión, ordenó a uno de los discípulos que le disparara a él y a Quintana. Cuando la policía finalmente irrumpió, Constanzo y Quintana ya habían muerto. Sara Aldrete se declaró inocente y una víctima de la situación. La policía acreditó su complicidad con Constanzo, ya que era su amante y cómplice criminal. Fue sentenciada a purgar una condena de más de 62 años de prisión por su participación en el culto, los secuestros, torturas y asesinatos.

## Cómplices
- Abel Lima, "El sodomita de Iztapalapa", a quien ahora se le atribuyen los secuestros en carretilla.
- Rubén Estrada, alias "Patitas Cortas"
- Christian Campos, alias "El Panzas"
- Emmanuel Romero, alias "El Trompas"
- Saúl Sánchez, alias "El Macaco"
- Ricardo Peña, alias "El Cepillín"
- Lilia Valle, alias "La Lavandera"
- Jorge Romero, alias "El Indio"
- Javier Estrada, Exagente de la Policía Ministerial de Matamoros
- Sara Aldrete, alias "La Madrina"
- Omar Francisco Orea Ochoa